# LOVE PiECE
《LOVE PiECE》(러브 피스)는 일본의 가수 오오츠카 아이가 발매한 4번째 정규 앨범이다. 전작 《LOVE COOK》으로부터 1년 9개월, 베스트 앨범 《[[아이 am BEST|愛 am BEST]]》로부터 6개월 만에 발매된 이 앨범에는 〈[[프렌저|フレンジャー]]〉 (프렌저), 〈[[유메쿠이|ユメクイ]]〉 (꿈을 먹는 벌레), 〈[[렝아이샤신|恋愛写真]]〉 (연애사진), 〈CHU-LIP〉, 〈PEACH〉, 〈HEART〉까지 총 6곡의 싱글곡과, 5곡의 신곡이 합해져 총 11곡이 수록되어 있다.
오쓰카 아이는 이 앨범의 5번째 트랙인 〈クムリウタ〉 (흐린 노래)의 뮤직 비디오를 촬영하고, 방송에도 출연했다. 뮤직 비디오에는 직접 물 속에 잠겨 유영하는 모습, 쏟아지는 물 앞에서 노래하는 모습, 한쪽 발에만 신발을 신고 자전거를 끌고 가는 모습 등이 담겨 있다. 7번째 트랙인 〈蚊取線香〉 (모기향)은 《LOVE JAM》의 〈ポンポン〉 (퐁퐁)과 《LOVE COOK》의 〈ラ-メン3分クッキング〉 (라면 3분 쿠킹)을 잇는 다소 엽기적 컨셉의 노래이다. 노래 처음에 모기소리가 나오고, 달콤한 피를 노리는 모기에게 지지 않기 위해 모기향을 빨리 피우자는 내용의 가사가 등장하는 곡이다.
DVD반에는 〈クムリウタ〉의 뮤직 비디오와, 〈PEACH / HEART〉 활동 당시 뮤직 비디오를 찍지 않았던 두 번째 타이틀 곡 〈HEART〉의 뮤직 비디오가 수록되었고, CD+DVD반의 첫회반 보너스 트랙으로 《LOVE COOK》의 5번째 트랙 〈Uボート〉 (U보트)의 뮤직 비디오가 수록되었다. CD반의 첫회반에는 40쪽짜리 포토 북이 동봉되어 있다. 첫회반 사양은 CD반과 CD+DVD반 모두 파랑색, 초록색, 검은색, 노란색, 보라색, 분홍색까지 총 6가지 색깔이 무작위로 배색되어 있는 컬러 케이스이다.

## 트랙리스트
CD
1. 未来タクシー (미래 택시)
2. [[유메쿠이|ユメクイ]] (꿈을 먹는 벌레)
3. Mackerel's canned food
4. PEACH
5. クムリウタ (흐린하늘의 노래)
6. 星のタンゴ (별의 탱고)
7. 蚊取線香 (모기향)
8. [[프렌저|フレンジャー]] (프렌저, Friend와 Ranger의 합성어)
9. CHU-LIP
10. HEART
11. [[렝아이샤신|恋愛写真]] (연애사진)

DVD
1. クムリウタ (Music Clip)
2. HEART (Music Clip)
3. Uボート (Music Clip) ※ 첫회반에만 수록됨.